# Etmopterus
Etmopterus is het typegeslacht van de familie van de lantaarnhaaien. Het geslacht heeft 44 soorten.

## Soortenlijst
Geslacht Etmopterus
- Etmopterus alphus Ebert, Straube, Leslie & Weigmann, 2016
- Etmopterus benchleyi V.E.Vásquez, Ebert & Long, 2015
- Etmopterus bigelowi Shirai & Tachikawa, 1993
- Etmopterus brachyurus Smith & Radcliffe, 1912 – Kortstaartlantaarnhaai
- Etmopterus brosei Ebert, Leslie & Weigmann, 2021
- Etmopterus bullisi Bigelow & Schroeder, 1957 – Gerimpelde lantaarnhaai
- Etmopterus burgessi Schaaf-Da Silva & Ebert, 2006
- Etmopterus carteri Springer & Burgess, 1985
- Etmopterus caudistigmus Last, Burgess & Séret, 2002
- Etmopterus compagnoi Fricke & Koch, 1990
- Etmopterus decacuspidatus Chan, 1966 – Kamtandlantaarnhaai
- Etmopterus dianthus Last, Burgess & Séret, 2002
- Etmopterus dislineatus Last, Burgess & Séret, 2002
- Etmopterus evansi Last, Burgess & Séret, 2002
- Etmopterus fusus Last, Burgess & Séret, 2002
- Etmopterus gracilispinis Krefft, 1968 – Breedbandlantaarnhaai
- Etmopterus granulosus (Günther, 1880) – Zuidelijke lantaarnhaai
- Etmopterus hillianus (Poey, 1861) – Caribische lantaarnhaai
- Etmopterus joungi Knuckey, Ebert & Burgess, 2011
- Etmopterus lailae Ebert, Papastamatiou, Kajiura & Wetherbee, 2017
- Etmopterus lii Ng, Liu & Joung, 2024
- Etmopterus litvinovi Parin & Kotlyar, 1990
- Etmopterus lucifer Jordan & Snyder, 1902 – Duivelslantaarnhaai
- Etmopterus marshae (Ebert & Van Hees, 2018)
- Etmopterus molleri (Whitley, 1939)
- Etmopterus parini (Dolganov & Balanov, 2018)
- Etmopterus perryi Springer & Burgess, 1985
- Etmopterus polli Bigelow, Schroeder & Springer, 1953
- Etmopterus princeps Collett, 1904
- Etmopterus pseudosqualiolus Last, Burgess & Séret, 2002
- Etmopterus pusillus (Lowe, 1839)
- Etmopterus pycnolepis Kotlyar, 1990
- Etmopterus robinsi Schofield & Burgess, 1997
- Etmopterus samadiae White, Ebert, Mana & Corrigan, 2017
- Etmopterus schultzi Bigelow, Schroeder & Springer, 1953
- Etmopterus sculptus Ebert, Compagno & De Vries, 2011
- Etmopterus sentosus Bass, D'Aubrey & Kistnasamy, 1976
- Etmopterus sheikoi (Dolganov, 1986) – Rasptandlantaarnhaai
- Etmopterus spinax (Linnaeus, 1758) – Donkerbuiklantaarnhaai
- Etmopterus splendidus Yano, 1988
- Etmopterus unicolor (Engelhardt, 1912)
- Etmopterus viator Straube, 2011
- Etmopterus villosus Gilbert, 1905
- Etmopterus virens Bigelow, Schroeder & Springer, 1953  – Groene lantaarnhaai